# Petróleummotor
A petróleummotor (kőolajmotor) olyan Diesel-motor, amely valamely kőolaj terméket vagy közvetlenül a nyers olajat vagy valamely kátrányterméket használ fel munkavégzésre. Tiszta petróleummal a Magyar Vagon és Gépgyár 1930-ban gyártott Rába kistraktora működött. A KMG Hofherr MIB motorral a Kismotor és Gépgyár traktora működött, üzemanyaga ellenben benzin-petróleum keverék volt.

## Működése
Működési elve megegyezik a Diesel-motorokéval. A tüzelőanyag elégetésénél keletkező magas hőfokú és nagynyomású égéstermékek végeznek munkát oly módon, hogy nyomásuk egy dugattyú, hajtórúd és forgattyú útján átadódik egy forgótengelyre. A tüzelőanyagot, jelen esetben a petróleumot a motor hengerében kell elégetni. Az égéshez szükséges levegőnek is be kell jutnia a hengerbe.
Erre kétféle megoldás lehetséges:
- a tüzelőanyag mindjárt az elégetéshez szükséges levegővel együtt, jól keverve jut be a hengerbe: ez esetben a keverék meggyújtva robbanással ég el. Ez a robbanómotor. * Csak levegőt vezetünk a hengerbe, tüzelőanyagot pedig utólag fecskendezzük be, és gondoskodunk arról, hogy ott meggyulladjon, például azáltal, hogy a hengerben izzó felülettel jut érintkezésbe, elpárolog, meggyullad és elég. Mivel ez esetben a tüzelőanyagot fokozatosan vezethetjük be a hengerbe, módunkban van az égés idejét szabályozni és lassú égést előidézni. Ez a lassú égésű motor. Természetes, hogy a lassú égés csak a robbanáshoz viszonyítva lassú, valóban a másodpercnek 100-ad vagy 1000-ed részeiben folyik le. Ha egy motor percenként 120 fordulattal jár, akkor egy löket (egy fél fordulat) 1/4ed másodpercig tart. Az égés ennek legfeljebb 10ed része, tehát 1/40 másodperc alatt befejeződik. Nagyobb fordulatszámmal az idő arányosan rövidebb.

Az elmélet és tapasztalat egybehangzóan azt mutatta, hogy a munkateljesítmény, amelyet egy bizonyos méretű motor ad, nagyobbodik, a tüzelőanyag fogyasztás 1 LE-re pedig csökken, a motor tehát több munkát ad és még gazdaságosabban is dolgozik, ha a levegő és tüzelőanyag keverékét, vagy a levegőt a motor hengerében az égést megelőzően erősen összenyomjuk, sűrítjük. A sűrítés okozta haszon csak bizonyos nyomásig (kb. 30-40 atmoszféráig) jelentkezik.
Ezt a nyomást is csak a lassú égésű motoroknál lehet elérni, amelyeknél tiszta levegőt sűrítünk, mert a robbanómotoroknál a keverék az összenyomás folytán felmelegszik és már viszonylag kisebb nyomásnál (3-10 atmoszféránál) eléri a gyulladási hőfokot. Ezen a nyomáson túlmenni a sűrítéssel nem lehet. Ezért ily keverékkel dolgozó (robbanó) motoroknál használható legnagyobb összenyomást a keverék gyúlási hőfoka szabja meg és az, hogy a hengerfal milyen mértékben hűti a benne lévő keveréket, illetve milyen mértékben ellensúlyozza e hűtőhatás által a sűrítés folytán keletkező hőfokemelkedést. Minél nagyobb a henger, annál kevésbé terjed a falak hűtőhatása a henger magjára, annál kisebb a megengedett legnagyobb összenyomás. Keverékkel járó (robbanó) P. motoroknál 3,5-5 atmoszféra között változik a sűrítés végnyomása.
Figyelembe véve a sűrítést, most már négy szakaszra lehet a petróleummotor működését bontani:
- töltés
- sűrítés
- égés
- kipufogás

A petróleummotorokat két csoportra oszthatjuk. Az elsőnél a felsorolt szakaszok mindegyike egyenlő időtartamok alatt folyik le és mindegyik a dugattyúnak egy-egy löketével kapcsolatos. Ezek a négyütemű motorok, mert egy munkaszakasz a dugattyúnak négy löketére esik. A másik csoportnál csak a sűrítés és a munkavégzés, tehát a 2. és 3. munkaszakasz időtartama felel meg egy löketnek, a töltés és a kipufogás csupán igen rövid idő alatt, a dugattyúnak a 3. és 2. szakasz közötti holtponti állása körül folyik le. Ezek a kétütemű motorok, mert a dugattyú két löketére esik egy munkavégzés.